# Zakia Mrisho
Zakia Mrisho (Zakia Mrisho Mohamed; * 19. Februar 1984 in Singida) ist eine tansanische Langstreckenläuferin.
2005 gewann sie die Course Féminine de Casablanca und wurde über 5000 Meter Sechste bei den Weltmeisterschaften in Helsinki.
Über dieselbe Distanz wurde sie im Jahr darauf Achte bei den Commonwealth Games in Melbourne, schied jedoch bei den Weltmeisterschaften in Osaka und den Olympischen Spielen 2008 in Peking im Vorlauf aus.
Bei den Weltmeisterschaften 2009 in Berlin kam sie über 5000 Meter auf den 15. Rang. 2010 siegte sie beim Südtiroler Frühlings-Halbmarathon und beim Grand Prix von Prag.
Zakia Mrisho ist 1,65 Meter groß und wiegt 45 kg. Sie wird von Demadonna Athletics betreut.

## Persönliche Bestzeiten
- 1500 m: 4:10.47 min, 9. Juli 2005, Cuxhaven
- 3000 m: 8:39,91 min, 19. August 2005, Zürich (tansanischer Rekord)
- 5000 m: 14:43,87 min, 13. August 2005, Helsinki (tansanischer Rekord)
- 10.000 m: 32:41,11 min, 29. April 2007, Florenz
- 10-km-Straßenlauf: 32:30 min, 23. März 2003, La Courneuve